# Championnat de France de rugby à XV 1966-1967
Navigation
1965-1966 1967-1968
Le championnat de France de rugby à XV de première division 1966-1967 a été disputé par 56 équipes groupées en 7 poules. À l'issue de la phase qualificative, les quatre premières équipes de chaque groupe et les quatre meilleures équipes classées cinquièmes sont qualifiés pour les 1/16e de finale. L'épreuve se poursuit ensuite par élimination sur un match à chaque tour.
L'Union sportive montalbanaise a gagné le championnat 1966-67 après avoir battu le CA Bègles en finale, c'est le premier et seul, à ce jour, Bouclier de Brennus remporté par Montauban.

## Contexte
L'équipe de France remporte le Tournoi des cinq nations 1967 avec 3 victoires et une seule défaite contre l'Écosse.
Le Challenge Yves du Manoir est remporté en 1967 par le FC Lourdes qui bat le RC Narbonne par 9 à 3.

## Phase de qualification
Le nom des équipes qualifiées pour les 16e de finale est en gras.
| - SU Agen - CA Bègles - Lyon OU - FC Lourdes - AS Montferrand - Stade rochelais - Tyrosse RCS - Valence sportif                         | - SC Angoulême - US Dax - CA Lannemezan - USA Limoges - SC Mazamet - USA Perpignan - RC Toulon - RC Vichy           | - SC Albi - Stade aurillacois - Stade beaumontois - AS Béziers - US Cognac - SC Graulhet - AS Saint-Junien - Stade bordelais UC |
| - FC Auch - CS Bourgoin-Jallieu - RC Chalon - La Voulte sportif - Section paloise - Racing club de France - FC Saint-Claude - CS Vienne | - CA Brive - US Carmaux - US Foix - CA Périgueux - Paris université club - US Quillan - Stade toulousain - SC Tulle | - SO Chambéry - Castres olympique - Stade dijonnais - FC Grenoble - US Montauban - Stade montluçonnais - RC Narbonne - TOEC     |
| - Aviron bayonnais - Biarritz olympique - US bressane - Cahors rugby - US Romans - SA Saint-Sever - Stade montois - Stadoceste tarbais  | | |

## Seizièmes de finale
Les équipes dont le nom est en caractères gras sont qualifiées pour les huitièmes de finale. 
| Équipe 1          | Équipe 2              | Résultat |
| ----------------- | --------------------- | -------- |
| CA Brive          | SC Tulle              | 12-8     |
| RC Toulon         | Racing club de France | 9-6      |
| US Montauban      | US Romans             | 9-8      |
| US Quillan        | Aviron bayonnais      | 6-5      |
| Stade montois     | Valence sportif       | 15-9     |
| CA Périgueux      | Section paloise       | 6-3      |
| SC Graulhet       | TOEC                  | 11-0     |
| La Voulte sportif | AS Saint-Junien       | 9-3      |
| CA Bègles         | US Cognac             | 6-0      |
| SU Agen           | RC Vichy              | 6-3      |
| SC Angoulême      | FC Auch               | 6-3      |
| Stade toulousain  | Tyrosse RCS           | 13-0     |
| US Dax            | Stadoceste tarbais    | 9-3      |
| RC Narbonne       | FC Grenoble           | 21-10    |
| FC Lourdes        | USA Perpignan         | 30-3     |
| AS Béziers        | Stade dijonnais       | 3-0      |

## Huitièmes de finale
Les équipes dont le nom est en caractères gras sont qualifiées pour les quarts de finale. 
| Équipe 1      | Équipe 2          | Résultat |
| ------------- | ----------------- | -------- |
| CA Brive      | RC Toulon         | 6-3      |
| US Montauban  | US Quillan        | 19-3     |
| Stade montois | CA Périgueux      | 14-9     |
| SC Graulhet   | La Voulte sportif | 16-9     |
| CA Bègles     | SU Agen           | 9-6      |
| SC Angoulême  | Stade toulousain  | 3-3      |
| US Dax        | RC Narbonne       | 14-6     |
| FC Lourdes    | AS Béziers        | 14-0     |

Le double champion de France et vice-champion d'Europe Agen, est éliminé dès les huitièmes de finale par Bègles.

## Quarts de finale
Les équipes dont le nom est en caractères gras sont qualifiées pour les demi-finales.
| Équipe 1      | Équipe 2     | Résultat |
| ------------- | ------------ | -------- |
| CA Brive      | US Montauban | 0-3      |
| Stade montois | SC Graulhet  | 3-9      |
| CA Bègles     | SC Angoulême | 9-3      |
| US Dax        | FC Lourdes   | 22-11    |

Brive, premier club français à l'issue des matchs de poules est éliminé dès les quarts de finale.

## Demi-finales
| Équipe 1     | Équipe 2    | Résultat |
| ------------ | ----------- | -------- |
| US Montauban | SC Graulhet | 9-6      |
| CA Bègles    | US Dax      | 8-3      |

## Finale
| Équipes        | US Montauban - CA Bègles |
| Score          | 11-3 |
| Date           | 28 mai 1967 |
| Stade          | Parc Lescure à Bordeaux |
| Arbitre        | Pierre Lebecq |
| Les équipes    | |
| US Montauban   | Bernard Cardebat, Jean-Michel Cabanier, Louis Blanc, Gaston Carrie, Gérard David, Jacques Delcros, Arnaud Marquesuzaa, Francis Bourgade, Moïse Maurière, Jean Daynes, Jacques Londios, Jean-Pierre Malavelle, Jean-Claude Sahuc, André Piazza, Jean Sirac |
| CA Bègles      | Antoine Savio, Christian Swierczinski, Max Semont, Gino Caron, Lucien Denjean, Daniel Dubois, Michel Boucherie, Michel Discazeaux, François Morlaes, Georges Soleil, Alain Besson, Jean Trillo, Alain Bergèse, Jacques Cazaban, Jacques Crampagne         |
| Points marqués | |
| US Montauban   | 3 essais par Londios (2) et Bourgade (1), 1 transformation de Bourgade |
| CA Bègles      | 1 essai de Swierczinski |